# Chiến dịch tấn công Rovno–Lutsk
Chiến dịch tấn công Rovno–Lutsk là một chiến dịch nhỏ do cánh Bắc của Phương diện quân Ukraina 1 (Liên Xô) thực hiện từ ngày 27 tháng 1 đến ngày 11 tháng 2 năm 1944 tại khu vực Rovno - Lutsk - Shepetovka, giữa hai con sông Goryn - Styr nay thuộc Ukraina. Tương tự như Chiến dịch tấn công Kirovograd, đây là một chiến dịch đệm nhằm tạo bàn đạp tấn công cho Chiến dịch tấn công Proskurov–Chernovtsy, một chiến dịch tấn công chiến lược quan trọng của Quân đội Liên Xô trên mặt trận hữu ngạn Ukraina năm 1944. Tham gia chiến dịch có các Tập đoàn quân 13 và 60 (Liên Xô) được tăng cường các Quân đoàn kỵ binh cận vệ 1 và 6. Đối diện với họ là Quân đoàn bộ binh 13 và Quân đoàn bộ binh 59 thuộc Tập đoàn quân xe tăng 4 (Đức). 
Toàn bộ chiến dịch chỉ kéo dài 16 ngày với chiều sâu không quá 60 km và chiều rộng khoảng 200 km.
Đòn đột phá bằng kỵ binh đã gây bất ngờ cho Tập đoàn quân xe tăng 4 (Đức) đang phòng thủ bên bờ Tây sông Goryn. Dù có đã huy động Sư đoàn kỵ binh 18, 1 sư đoàn và 2 trung đoàn xe tăng, 6 sư đoàn bộ binh nhưng sau nửa tháng giao chiến, Quân đội Đức Quốc xã trên mặt trận này vẫn phải rút lui thêm 30 dặm về phía Tây, chịu mất các thành phố Rovno, Lutsk và Shepetovka, trong đó Rovno và Shepetovka là hai đầu mối đường sắt rất quan trọng trong vùng, có vai trò kết nối giao thông giữa ba quân đoàn xe tăng Đức đóng trên địa bàn và nối Tập đoàn quân xe tăng 4 với Tập đoàn quân xe tăng 1 (Đức) khi đó đang giao chiến ác liệt để chống lại cánh quân chủ lực của Phương diện quân Ukraina 1 tại khu vực Zhitomir-Berdichev.
Vùng đất được Quân đội Liên Xô giải phóng sau chiến dịch tuy không rộng nhưng đã chia cắt sự chi viện lẫn nhau giữa hai Tập đoàn quân xe tăng Đức, buộc quân Đức phải sử dụng đường vòng qua Lvov - Zolochev để cơ động xe tăng theo hướng Tây Bắc - Đông Nam. Không những thế, khu vực Shumsk, Yampol Bắc, Belogorye, Izroslav (iziaslav)và Shepetovka còn trở thành nơi tập kết một lực lượng xe tăng rất lớn của Phương diện quân Ukraina 1 (Liên Xô) để tiến hành Chiến dịch tấn công Proskurov–Chernovtsy gần một tháng sau đó.

## Tình huống mặt trận
Cuối tháng 1 năm 1944, Cụm Tập đoàn quân Nam (Đức) đang đứng trước nguy cơ bị chia cắt.Thống chế Erich von Manstein đề nghị Hitler cho rút Tập đoàn quân 17 khỏi Krym bằng đường biển để kéo lên tăng cường cho các cánh quân chủ lực của Cụm tập đoàn quân Nam đang phải liên tiếp chống đỡ các đòn tấn công của 4 Phương diện quân Liên Xô. Hitler bác bỏ đề nghị này. Ngày 24 tháng 1, các phương diện quân Ukraina 1 và 2 (Liên Xô) đồng loạt mở Chiến dịch hợp vây Korsun–Shevchenkovsky. Hầu hết các sư đoàn xe tăng Đức của Tập đoàn quân xe tăng 4, Tập đoàn quân xe tăng 1 và Tập đoàn quân 8 (Đức) đều đổ dồn về khu vực "vòng cung Dniepr" để phản công, giải cứu cho cụm quân của tướng Wilhelm Stemmermann. Trên vùng Rovno-Lutsk, tướng Arthur Hauffe và tướng Kurt von der Chevallerie phải rải các sư đoàn bộ binh của mình ra phòng thủ khắp các vị trí hiểm yếu trong một vùng có mạng lưới đường sắt dày đặc, trong đó có bốn đầu mối giao thông đường sắt Rovno, Kivertsy, Zdolbunov và Shepetovka rất quan trọng. Bộ tư lệnh Tập đoàn quân xe tăng 4 (Đức) cho rằng, Phương diện quân Ukraina 1 đã dồn hết chủ lực vào tấn công khu vực Korsun-Shevchenkovsky và đang giữ thế phòng ngự ở hướng Tây Bắc Kiev.
Đối với quân đội Liên Xô, khu vực Rovno-Lutsk không chỉ có ý nghĩa quan trọng về số lượng dày đặc các đầu mối giao thông đường sắt mà còn là "ngã tư" tác chiến, là "cửa ngõ" tự nhiên để tiến hành các hoạt động quân sự tiếp theo. Từ khu vực Rovno-Lutsk, có thể tấn công sang phía Tây đến Kovel, Lvov và tiếp cận Ba Lan, có thể đánh sang Tây Nam Byelorussya vòng qua phía Tây đầm lầy Polesia, có thể tấn công xuống phía Nam về Kamenets-Podolski. Do bàn đạp quân sự nhô về phía Tây này có vai trò chiến lược trong các hoạt động quân sự của Phương diện quân Ukraina 1 (Liên Xô) với nhiều lựa chọn khác nhau, hướng tấn công nào cũng đều mang lại những lợi ích về thế trận nên dù đang tập trung các tập đoàn quân chủ lực tại Tây Nam Kiev, Phương diện quân Ukraina 1 vẫn không bỏ qua hướng đánh có nhiều triển vọng này.

## Binh lực

### Quân đội Liên Xô
Tại khu vực mặt trận Rovno - Shepetovka, Phương diện quân Ukraina 1 (Liên Xô) chỉ có hai tập đoàn quân bộ binh trên địa hình chủ yếu là rừng và đầm lầy Nam Polesia, khó triển khai và cơ động một lực lượng lớn xe tăng. Bộ Tổng tư lệnh Quân đội Liên Xô rút Quân đoàn xe tăng 24 về lực lượng dự bị và tăng viện cho khu vực này 2 quân đoàn kỵ binh để tăng tốc độ đột phá. Đại tướng N.F.Vatutin mặc dù đang trực tiếp chỉ huy chủ lực phương diện quân thực hiện Chiến dịch hợp vây Korsun-Shevchenkovsky vẫn chỉ đạo chiến dịch này với sự trợ giúp của trung tướng A. N. Bogolyubov, tham mưu trưởng Phương diện quân Ukraina 1. Binh lực quân đội Liên Xô tham gia chiến dịch gồm:
- Tập đoàn quân 13 của tướng N. P. Pukhov. Trong biên chế có 3 quân đoàn bộ binh, 2 lữ đoàn xe tăng độc lập và 6 trung đoàn pháo binh.
- Tập đoàn quân 60 của tướng I. D. Chernyakhovsky có 4 quân đoàn bộ binh, 1 trung đoàn pháo chống tăng tự hành, 3 lữ đoàn pháo tự hành và 9 trung đoàn pháo xe kéo.
- Quân đoàn kỵ binh cận vệ 1 của trung tướng Victor Kirilovich Badanov gồm các sư đoàn kỵ binh cận vệ 1, 2, 7; các trung đoàn xe tăng hạng nhẹ 58, 61 và 87; các trung đoàn súng cối 150, 193; các trung đoàn pháo chống tăng cận vệ 1, 4[6]
- Quân đoàn kỵ binh cận vệ 6 của thiếu tướng Sergey Vladimirvich Sokolov, gồm các sư đoàn kỵ binh cận vệ 8, 13; sư đoàn kỵ binh 12; các trung đoàn xe tăng hạng nhẹ 136, 164 và 250; Trung đoàn pháo tự hành 1813.[7]
- Quân đoàn xe tăng cận vệ 4 của trung tướng P. P. Poluboyarov (được điều động riêng cho trận Shepetovka trong ba ngày cuối của chiến dịch).[8]

### Quân đội Đức Quốc xã
Tập đoàn quân xe tăng 4 (Đức) tập trung các lực lượng chủ yếu và hầu hết xe tăng trên hướng Zitomir - Berdichev và phòng thủ tại khu vực Vinitsa - Proskurov (Khmelnitskyi). Trên mặt trận từ đến Rafalovka đến Shepetovka chỉ còn lại 2 quân đoàn bộ binh, 1 sư đoàn xe tăng (Đức), 1 sư đoàn cơ giới (Đức); 1 sư đoàn cơ giới và 1 sư đoàn bộ binh Hungary và:
- Quân đoàn bộ binh 13 của tướng Arthur Hauffe, gồm 3 sư đoàn bộ binh, 1 sư đoàn kỵ binh, 1 trung đoàn cơ giới và 4 trung đoàn pháo binh.
- Quân đoàn bộ binh 59 của các tướng Kurt von der Chevallerie (đến ngày 4 tháng 2 năm 1944) và Friedrich Schulz, gồm 3 sư đoàn bộ binh, 2 trung đoàn cơ giới và 2 trung đoàn pháo binh.
- Sư đoàn xe tăng 20 (Quân đoàn xe tăng 48) phòng thủ Lutsk.
- Sư đoàn cơ giới SS "Feldhernhalle" phòng thủ Manevichi (Manivtsi).
- Sư đoàn cơ giới 7 (Hungary) phòng thủ Shepetovka.
- Sư đoàn bộ binh 19 (Hungary) phòng thủ Shepetovka.

## Diễn biến
Đêm 26 rạng ngày 27 tháng 1, các sư đoàn bộ binh 76 và 181 (Tập đoàn quân 13) bắt đầu các trận tấn công vượt sông Goryn và đột kích từ Gosha (Goshcha) vào phía Nam Rovno. Đòn đột kích của hai sư đoàn bộ binh tuy không mạnh nhưng sự có mặt của hai lữl đoàn xe tăng đã làm tướng Arthur Hauffe cho rằng đây là hướng tấn công chính của quân đội Liên Xô vào Rovno. Sư đoàn xe tăng 20 được phối thuộc cho Quân đoàn 13 (Đức) được kéo từ Lutsk ra chặn kích. Sư đoàn xe tăng 20 đã tao ngộ chiến suốt trong ngày 27 tháng 1 với hai sư đoàn bộ binh Liên Xô tại khu vực Zdolbunov. Trong khi đó, tướng N. P. Pukhov, tư lệnh Tập đoàn quân 13 (Liên Xô) lại tiến hành mũi đột kích chính từ phía Bắc. 8 giờ sáng ngày 27 tháng 1, không có pháo binh bắn chuẩn bị, các quân đoàn kỵ binh cận vệ 1 và 6 (Liên Xô) với sự giúp đỡ của đội du kích S. A. Shukaev đã tìm ra các khúc cạn trên sông Goryn phía trước khu rừng lầy Sarny và tổ chức vượt sông. Kỵ binh Liên Xô có các xe tăng hạng nhẹ cùng bộ binh cơ giới yểm hộ đã tấn công với tốc độ cao. Quân đoàn kỵ binh cận vệ 6 đánh chiếm thị trấn Duman (???) ngay trong ngày. Tướng Arthur Hauffe điều sư đoàn kỵ binh 18 từ Rovno tiến lên phía Bắc phản kích, tạm thời giữ được con đường sắt Rovno đi Lutsk.
Ngày 28 tháng 1, sau một trận công kiên ngắn, Quân đoàn bộ binh 24 đã đánh chiếm cây cầu đường sắt vượt sông Goryn phía Tây Sarny và nhanh chóng tổ chức vượt sông, tấn công dọc theo đường sắt Sarny - Kovel. Mũi kỵ binh thứ hai do Quân đoàn kỵ binh cận vệ 1 đảm nhận phối hợp với Quân đoàn bộ binh 28 (Tập đoàn quân 13) đã tràn qua một loạt cứ điểm phòng ngự tuyến hai của Quân đoàn bộ binh 59 (Đức) tại Chatoriysk (???) và Rafalovka. Phía sau lưng quân Đức, các đội du kích của V. A. Begman, A. N. Fedorov, N. V. Taratut, I. N. Shitov và I. E. Skubko đã tổ chức các trận đánh phục kích trên các tuyến đường sắt và đường bộ, lật đổ 5 đoàn tàu quân sự Đức, làm tê liệt các tuyến đường Kremenets - Ostrog, Kremenets - Dubno, Dubno - Lutsk và Jampol - Shepetovka.
Ở phía Nam, Tập đoàn quân 60 (Liên Xô) tổ chức cho các quân đoàn bộ binh 18 và 23 vượt sông ngay trong buổi sáng 27 tháng 1, đánh chiếm thị trấn Slavuta trong hành tiến. Ngày 29 tháng 1, Quân đoàn bộ binh 24 (Tập đoàn quân 60) đã đẩy lui Sư đoàn cơ giới SS "Feldhernhalle" khỏi khu vực Manevichi (Manivtsi), thừa thắng đánh chiếm Ostrog và phát triển tấn công dọc theo đường bộ Ostrog - Shumskoye. Ở phía Bắc, ngày 31 tháng 1, Quân đoàn kỵ binh cận vệ 1 và Quân đoàn bộ binh 28 đánh chiếm Kivertsy, cắt đứt đường sắt Rovno - Lutsk và uy hiếp Lutsk từ phía Bắc. Quân đoàn kỵ binh cận vệ 6 cùng Quân đoàn bộ binh 24 đẩy lùi sức kháng cự của sư đoàn kỵ binh 18 (Đức), vượt qua đường sắt đánh chiếm Klevan, cô lập Rovno từ phía Tây. Quân đoàn bộ binh 76 (Tập đoàn quân 13) có các lữ đoàn xe tăng 129 và 150 hỗ trợ cũng triển khai tấn công Kolky và đánh chiếm thị trấn này, đẩy Sư đoàn bộ binh 118 (Đức) bật sang bên kia sông Styr và tổ chức phòng thủ dọc theo bờ Đông.
Mờ sáng ngày 2 tháng 2, các Sư đoàn kỵ binh cận vệ 8, 13, các sư đoàn bộ binh cận vệ 6, 112 và 121 bắt đầu đột nhập vào Lutsk. Để xác minh tình hình ở Rovno, Bộ tư lệnh Tập đoàn quân xe tăng 4 (Đức) phái một máy bay trinh sát đến quan sát chiến trường nhưng nó đã bị súng phòng không của Lữ đoàn pháo tự hành 58 bắn rơi sau ít phút bay trên không phận Klevan. 10 giờ sáng ngày 2 tháng 2, kỵ binh, bộ binh và xe tăng Liên Xô hoàn toàn làm chủ Rovno và nhanh chóng tiến sang phía Tây. Tướng Arthur Hauffe phải cho rút sư đoàn xe tăng 20 về phòng thủ Lustk. Ngày 3 tháng 2, Quân đoàn bộ binh 15 (Tập đoàn quân 60) đánh chiếm Zdolbonov trên sông Styr, phía Nam Lutsk. Quân Đức vội vã rút qua cây cầu đường sắt sang tả ngạn sông Styr. Ở phía Đông, Quân đoàn kỵ binh cận vệ 6 và Quân đoàn bộ binh 24 phối hợp tác chiến, đánh chiếm thị trấn Mlinov và tổ chức đột kích Dubno, Berestechko nhưng không thành công.
Ngày 4 tháng 2, Tập đoàn quân 13 tung các lữ đoàn xe tăng 129, 150 phối hợp với các lữ đoàn pháo tự hành 37, 40 cùng 2 trung đoàn xe tăng hạng nhẹ của Quân đoàn kỵ binh cận vệ 1 công kích Lutsk. Sư đoàn xe tăng 20 (Đức) và 1 sư đoàn bộ binh Đức thiết lập tuyến phòng thủ vòng tròn quanh thành phố. Ngày 5 tháng 2, không chịu nổi sức ép từ ba phía của Quân đội Liên Xô, đặc biệt là hỏa lực pháo binh gây thiệt hại nặng cho Sư đoàn xe tăng 20, tướng Arthur Hauffe buộc phải bỏ Lutsk, qua sông Styr sang Torchin lập trận địa phòng thủ mới. Chiều ngày 5 tháng 2, Quân đội Liên Xô hoàn toàn làm chủ Lutsk. Tuy nhiên, ngày 7 tháng 2, Đài phát thanh "Nước Đức vĩ đại" vẫn tiếp tục tuyên bố: "Cuộc chiến đấu trong khu vực Rovno và Lutsk vẫn tiếp tục. Trước áp lực của đối phương, các lực lượng mạnh nhất của quân đội Đức vẫn tiếp tục sử dụng chiến thuật phòng ngự đã chứng minh cho sự vững chắc của họ trước kẻ thù."
Cuộc bao vây Shepetovka của Quân đoàn bộ binh cận vệ 18 và các lữ đoàn pháo tự hành 37, 49 kéo dài từ ngày 29 tháng 1 đã vấp phải sức kháng cự quyết liệt của Sư đoàn cơ giới 7 và Sư đoàn bộ binh 19 (Hungary). Để giải quyết dứt điểm chiến dịch, ngày 9 tháng 2, Bộ Tư lệnh Phương diện quân Ukraina 1 điều động tăng cường cho Tập đoàn quân 60 Quân đoàn xe tăng cận vệ 4 của tướng P. P. Poluboyarov. Ngày 10 tháng 2, cuộc tổng công kích Shepetovka bắt đầu. Ngày 11 tháng 2, lính Hungary ở Shepetovka hạ vũ khí đầu hàng.

## Kết quả
Sự kiện thất thủ của các Quân đoàn 13 và 59 (Đức) tại khu tam giác Rovno-Lutsk-Shepetovka mặc dù không gây tổn thất lớn về sinh lực và vũ khí cho Quân đội Đức Quốc xã nhưng đã đem lại mối lo ngại thực sự cho cánh trái của Cụm tập đoàn quân Nam (Đức). Thượng tướng Kurt von Tippelskirch, Tổng tư lệnh lục quân Đức thừa nhận:
| “                        | Việc người Nga tiếp tục tấn công về phía Tây, đánh chiếm Rovno và Lutsk ngày 5 tháng 2 chứng tỏ họ không hề có ý định dừng lại. Kết quả của các hành động đó là một "cái nêm lớn" đã được chêm vào giữa Cụm Tập đoàn quân Nam và Cụm Tập đoàn quân Trung tâm với chiều sâu đến 300 km | ” |
| — Kurt von Tippelskirch, | |   |

Tướng Heinz Guderian, Tổng thanh tra lực lượng xe tăng-thiết giáp Đức cũng bày tỏ sự lo ngại của mình trước thái độ lảng tránh sự thật của Hitler:
| “                 | Đối với mỗi trận chiến vì từng mét vuông đất, sự bế tắc đã không bao giờ được cải thiện một cách kịp thời. Khi ấy, Hitler nhìn tôi với đôi mắt đờ đẫn và hỏi: "Không biết lý do tại sao hai năm nay chúng ta không có điều gì may mắn cả?". Và sau đó, Hitler đã không còn thích nói đến nguyên nhân thực sự của những "may mắn" tiếp theo hay nguyên nhân thực sự của những thất bại tiếp theo của quân đội Đức trên mặt trận Xô-Đức. | ” |
| — Heinz Guderian, | |   |

Chiếm được khu tam giác Rovno-Lutsk-Shepetovka, Quân đội Liên Xô đã tạo được một bàn đạp có ý nghĩa chiến lược rất quan trọng. Thứ nhất, nó cô lập nhiều tuyến đường sắt từ Bắc xuống Nam, từ Tây sang Đông. Mọi cuộc chuyển quân từ Cụm tập đoàn Trung tâm đến Cụm tập đoàn quân Nam (Đức) buộc phải sử dụng đường vòng qua tuyến Lvov - Kholm - Kovel, trong tầm hoạt động của các máy bay cường kích Liên Xô và một số đoạn đường nằm ngay sát mặt trận. Thứ hai đây là một bàn đạp chiến lược có nhiều hướng phát triển: sang phía Tây, đến Lvov; sang phía Nam, tới Kamenets-Podolsky, lên phía Bắc, đến Kovel và xa hơn nữa, đến Ba Lan. Thứ ba, nó loại bỏ hoàn toàn mối đe dọa phía sau của chủ lực Phương diện quân Ukraina 1 đang phòng ngự tạm thời trên hướng Vinitsa–Proskurov và đang tấn công bao vây một cụm lớn quân Đức tại Korsun–Shevchenkovsky.